# Who Can It Be Now?
«Who Can It Be Now?» es una canción de la banda australiana Men at Work. Fue lanzado en Australia en mayo de 1981, antes de la grabación de su álbum debut de 1981 Business as Usual, en el que la canción se incluyó más tarde.
"Who Can It Be Now?" alcanzó el número 2 en la lista de sencillos australiana en agosto de 1981. También alcanzó el número 45 en Nueva Zelanda. Lanzado en Canadá a principios de 1982, llegó el número 8 a finales de julio. Esto estimuló su lanzamiento en Estados Unidos, y el sencillo, que entonces tenía más de un año, alcanzó el número 1 en el Billboard Hot 100 en octubre de 1982. En Reino Unido legó al número 45 en la UK Singles Chart.
Fue galardonado con un disco de oro por ventas de más de 50.000 copias en Canadá.

## Lista de canciones
sencillo 7" (Columbia – 53-02888)
A "Who Can It Be Now?" - 3:20
B "Anyone For Tennis" - 3:00
maxi 12" (Star Record – 002412 82)
A "Who Can It Be Now?" (Re- Remix) - 6:35
AA "Who Can It Be Now?" (Re-Remix) - 7:13

## Posicionamieto en listas
| Lista (1981-1983)                              | Máxima posición |
| ---------------------------------------------- | --------------- |
| Alemania (Offizielle Deutsche Charts)          | 71              |
| Australia (Kent Music Report)                  | 2               |
| Canadá (RPM Top Singles)                       | 8               |
| Estados Unidos (Billboard Hot 100)             | 1               |
| Estados Unidos (Billboard Hot Dance Club Play) | 33              |
| Estados Unidos (Mainstream Rock)               | 46              |
| Estados Unidos (Cash Box)                      | 1               |
| Francia (IFOP)                                 | 20              |
| Irlanda (IRMA)                                 | 18              |
| Israel                                         | 1               |
| Italia (Musica e dischi)                       | 10              |
| Nueva Zelanda (Recorded Music NZ)              | 45              |
| Países Bajos (Mega Single Top 100)             | 49              |
| Reino Unido (UK Singles Chart)                 | 45              |
| Sudáfrica (Springbok Radio)                    | 5               |